# Vepřová
Vepřová (in tedesco Wepschikau) è un comune ceco situato nel distretto di Žďár nad Sázavou, nella regione di Vysočina.